# Beaver Island (Lago Michigan)
Beaver Island è la più grande isola del Lago Michigan e parte dell'arcipelago di Beaver Island, negli Stati Uniti d'America.
Beaver Island è un'isola di circa 20 chilometri per 10 (145 km²), parte della contea di Charlevoix, nello Stato del Michigan. Viene chiamata anche "L'isola di smeraldo d'America" in riferimento alla discendenza irlandese di buona parte dei residenti.
Secondo i dati del ufficio del censimento degli Stati Uniti l'isola ha una popolazione permanente di 551 abitanti.
L'isola è divisa amministrativamente in due territori, la St. James Township a nord e la Peanie Township a sud. Nella parte nord si trova il porto di St. James Harbor.
Si tratta di un'isola perlopiù pianeggiante, boscosa, con spiagge sabbiose e insenature. Isola lacustre, a sua volta ospita svariati piccoli laghi, il maggiore dei quali è il Lake Geneserath.
Nei mesi estivi è meta di turismo (pesca, canoa). È collegata alla terraferma con un traghetto per Charlevoix. Sull'isola si trovano anche due piccoli aeroporti (uno pubblico e l'altro privato).